# Taconera

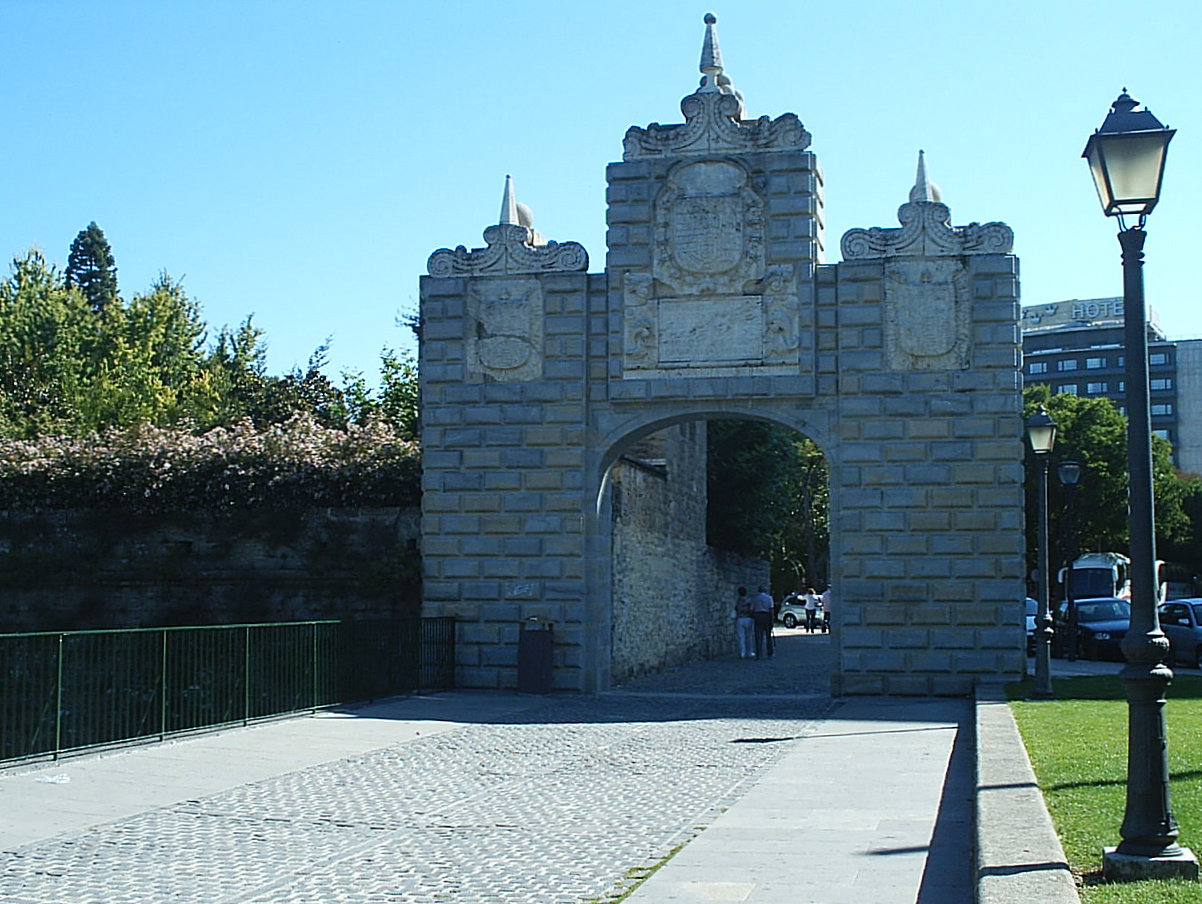
Portal da Taconera, antiga porta da muralha de Pamplona, atualmente no parque homónimo

A Taconera é uma zona do centro de Pamplona, a capital da Comunidade Foral de Navarra, Espanha. A maior parte da sua área é ocupada por um parque público com o mesmo nome.

## História
O nome Taconera, que já aparecia em textos do século XIII praticamente com a mesma grafia (em basco: Takonera), pode ter origem na sua localização fora das portas da velha cidade medieval  (zakila kanpoan em basco). A antiguidade do termo e a sua grafia similar à atual induz a dúvida sobre se a sua origem não poderá ser romance, aludindo a tocos de árvores ou a outros elementos.
Até ao século XX, o espaço designado como Taconera incluía o atual Paseo de Sarasate e as ruas adjacentes, a zona hoje ocupada pelo Primeiro Ensanche, as imediações do Hotel Tres Reyes e o atual parque da Taconera; ou seja, toda a zona plana que se estende a sul e oeste do centro histórico Casco Antiguo (ou Viejo), em frente ao que eram os burgos medievais de San Cernin e a povoação de San Nicolás. Ao construir-se o recinto muralhado posterior à conquista por Castela, que ampliou o perímetro da cidade, toda essa área ficou no interior das muralhas construídas entre os séculos XVI e XVII, como um espaço livre entre a nova cidadela e a cidade propriamente dita. Pouco a pouco a área passou a ser utilizada como espaço público e recreativo, com jardins desenhados no século XVIII, um frontón no chamado "Salón Viejo de la Taconera" (hoje chamado Plaza del Vínculo) no século XIX e amplas zonas de passeio que, desde o frontón chegava até ao Portal Nuevo passando pelo que é hoje a Rua Navas de Tolosa.
No início dos anos 1960, numa das intervenções urbanísticas mais discutíveis da história da cidade, foi construído o Hotel Tres Reyes, que fechou uma das perspetivas urbanas mais belas de Pamplona e criou uma barreira entre a superfície restante (como espaço livre) da Taconera e o resto da cidade.

## Atualidade
O parque atual integra a parte muralhada que corresponde, com algumas modificações, aos baluartes de Gonzaga e Taconera e ao revelim de São Roque, todos consideravelmente deteriorados, que constituíam o limite noroeste das fortificações de Pamplona construídas nos séculos XVI e XVII, e estende-se até à confluência entre as ruas Taconera e Navas de Tolosa. A maioria das ruas e caminhos do parque são de cascalho.
O parque alberga uma grande variedade de espécies vegetais e animais. Além de inúmeras árvores e canteiros de plantas e flores, ali vivem diversos animais domésticos e selvagens, tanto em cativeiro como em liberdade: galos, coelhos, patos, gansos, cisnes, veados, cabras, pavões, morcegos, corujas, gralhas e muitas outras espécies de aves que fazem do parque um lugar interessante para os amantes da ornitologia.
Além dos restos das construções militares já referidas, o parque tem outros monumentos, nomeadamente três antigas portas da muralha, a da Taconera, a de São Nicolau (San Nicolás) e o Portal Novo, e monumentos dedicados ao tenor navarro Julián Gayarre (1844-1890), ao compositor e musicólogo navarro Hilarión Eslava (1807-1878) e ao rei de Navarra Teobaldo II (1238-1270) da Casa de Champagne. Outro  monumento muito querido por muitos pamploneses é a estátua da "Mariblanca".

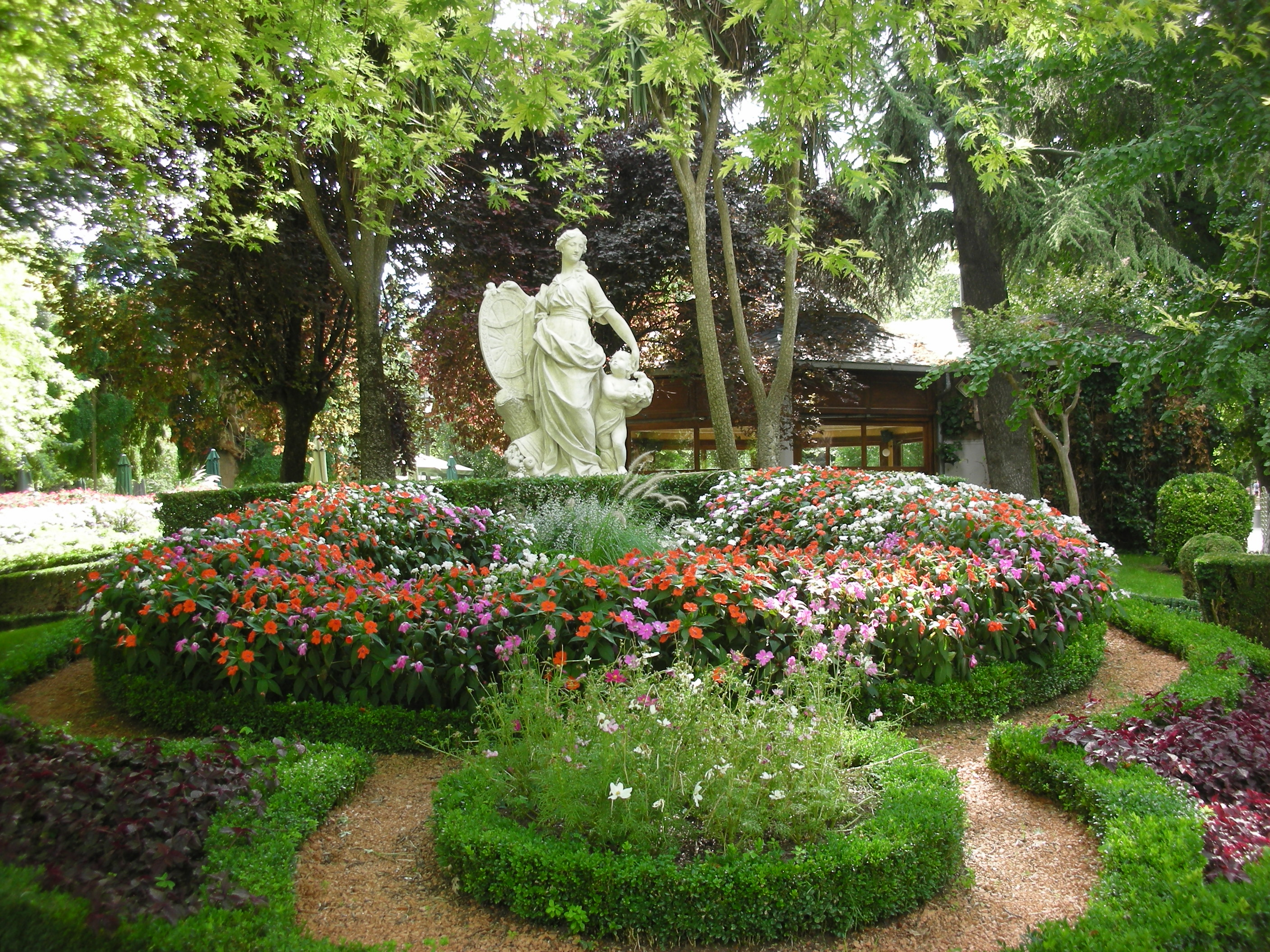
Estátua de "Mariblanca"

O monumento a Julián Gayarre é constituído por uma estátua sobre uma grande pedestal com uma fonte e um lago. O monumento a Hilarión Eslava apresenta um busto do músico sobre uma peanha adornada com partituras. Um pormenor curioso deste monumento é que ele foi inicialmente erigido em honra do violinista e compositor romântico pamplonês Pablo de Sarasate, mas em 1964 o busto deste foi transferido para a fachada do 
conservatório com o seu nome, mas ainda hoje as partituras que figuram no pedestal do busto de Eslava são de músicas de Sarasate.
O monumento a Teobaldo II foi erigido em 1934 para comemorar o 7º centenário daquele rei; consta de uma arcada gótica proveniente de um antigo convento que existiu em Marcilla. O Portal de São Nicolau, uma das seis portas que antigamente davam acesso a Pamplona através das suas muralhas, é uma construção em pedra calcária datada de 1666, que foi reconstruido em 1929, anos depois de ter sido demolido na sua localização original. O Portal da Taconera é muito semelhante ao de São Nicolau e data da mesma altura; foi derrubado em 1927 e econstruído a pouca distância do local original em 2002 reutilizando alguns elementos que tinham sido conservados. O Portal Novo (Portal Nuevo) é o mais imponente dos três; construído por ordem de Filipe II de Espanha no final do século XVI, foi destruído em 1823, tendo sido reconstruido no século XX pelo arquiteto pamplonês Víctor Eusa. O Portal Novo liga a Taconera com o Paseo de Ronda e por baixo dele passa a Avenida Guipuzcoa (também chamada Cuesta de la Estación), parte da antiga estrada que liga Pamplona a São Sebastião e a Vitória.
A estátua de Mariblanca é proveniente da antiga Fonte da Beneficência, situada na Praça do Castelo, no local onde atualmente se encontra o "Quiosque". A fonte foi uma das quatro fontes de Pamplona desenhadas pelo pintor madrileno Luis Paret; quando foi demolida, a Mariblanca foi levada para o Parque da Taconera, para o centro de um canteiro de flores, um dos recantos mais românticos do jardim.